# Polens nationalvåben
 Der er for få eller ingen kildehenvisninger i denne artikel, hvilket er et problem. Du kan hjælpe ved at angive troværdige kilder til de påstande, som fremføres i artiklen.

Polens nationalvåben består af en hvid ørn på en rødfarvet bund. Ørnen bærer en krone, og har et gyldent næb og gyldne kløer. I Polen kaldes nationalvåbnet normalt Den hvide ørn (polsk Orzeł Biały). 
Den nuværende udgave af nationalvåbnet er fra 1927. Den hvide ørn forekommer på mønter fra kong Bolesławs tid, og var i begyndelsen piastenes familievåpen. Den hvide ørn blev gjort til nationasymbol af Przemysł 2. i 1295.
Polakkene har en velkendt legende om våbenets oprindelse: ifølge historien gik de tre høvdingebrødre Lech, Czech og Rus hver sin vej og oprettede hvert sit rig. Czech blev fader til tjekkerne og Rus til rutenerne. Da Lech kom til en plads i det nuværende Polen, søgte han ly natten, hvor han så en hvid ørn flyve op fra sin rede mod den røde solnedgang, hvilket forklarer den røde baggrunden på våbnet. Begejstret bestemte han sig for at slå sig ned der, og placerede ørnen i sit våben. Her grundlagde Lech ifølge legenden Polens første hovedstad, som han kalte Gniezdno (i dag Gniezno), fra ordet gniazdo (rede).
| Heraldik | Spire Denne artikel om heraldik er en spire som bør udbygges. Du er velkommen til at hjælpe Wikipedia ved at udvide den. |